# Галерея географических карт

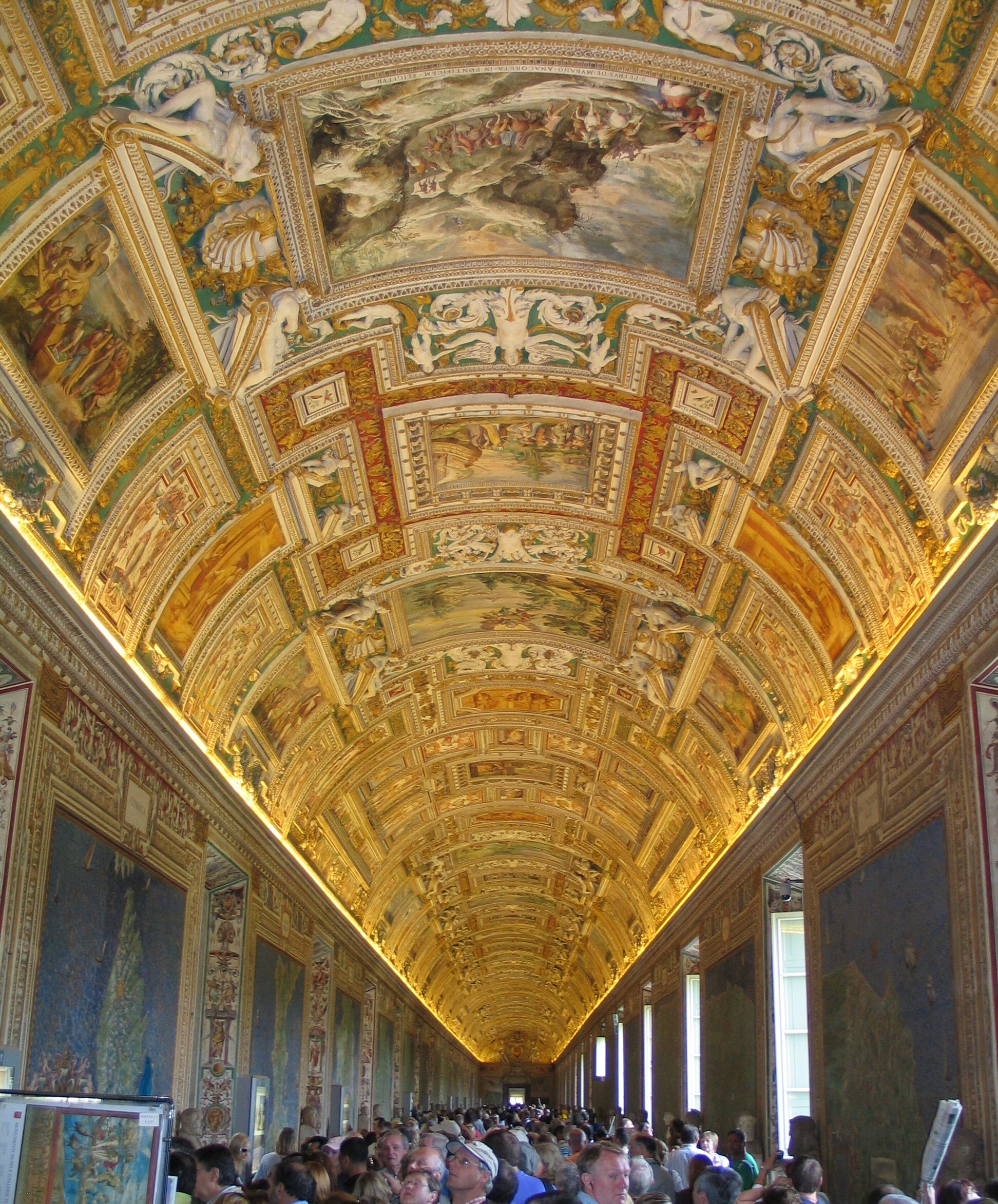
Галерея географических карт в Ватикане

Галерея географических карт (итал. Galleria delle Carte Geografiche) — одна из трёх высших (superiori) галерей Апостольского дворца в Ватикане.
Галерея возникла в 1578—1580 годах, для чего западное крыло Бельведера было увеличено на один этаж под руководством архитектора Папского дворца (с 1577 года) Оттавиано Маскерино (итал. Ottaviano Mascherino). Галерея представляет собой коридор длиной 120 м и шириной 6 м. Она расписана 40 географическими картами с изображением бывших владений Католической церкви и важнейших регионов Италии в эпоху папы Григория XIII. На некоторых картах показаны виды отдельных городов, островов и владений церкви. Здесь также представлены карта Авиньона (Франция), в прошлом резиденция пап, а также карты Сицилии, Сардинии и Корсики, которые в то время контролировались Испанией, сцены осады Мальты османами, сражения с османами у входа в Патрасский залив при Лепанто и крупномасштабные карты морских республик Генуи и Венеции.
Подробные карты были сделаны по заказу папы Григория XIII в мастерской картографа и математика Иньяцио Данти из Перуджи для украшения стен дворца. Их изготовление заняло 3 года (1580—1583 года). На карты нанесены не только географические данные, но также исторические события, памятники и особенности изображённых мест, моря украшены кораблями, морскими чудовищами и мифологическими персонажами. Зал разделён на 17 частей, карты расположены с севера на юг; свод украшен изображениями из жизни апостолов, Иоанна Крестителя, Св. Бенедикта, Св. Бернара, Петра Дамиани, пап Сильвестра I, Целестина V, а также 24 сценами из Ветхого Завета и пейзажами, аллегориями и арабесками. Галерея разделяет географию Италии на две стороны — одну омывает Тирренское и Лигурийское море, другую — Адриатическое. Росписи свода осуществляли многие художники по рисункам и под руководством Чезаре Неббиа в 1581—1583 годах.
Подобное оформление помещений можно найти во флорентийском Палаццо Веккьо, в Зале глобуса (итал. Sala del Mappamondo).